# Crytea frontalis
Crytea frontalis är en stekelart som först beskrevs av Gyöö Viktor Szépligeti 1908.  Crytea frontalis ingår i släktet Crytea och familjen brokparasitsteklar. Utöver nominatformen finns också underarten C. f. vulpina.